# Clubiona stiligera
Clubiona stiligera is een spinnensoort uit de familie  struikzakspinnen (Clubionidae). De soort komt voor in Sumatra. 